# Hernán Peraza
Hernán Peraza de Ayala, (Hernán Peraza der Jüngere), spanisch Hernán Peraza (el joven), auch Fernán oder Ferran, (* ca. 1450 in Sevilla (?); † 20. November 1488 auf La Gomera) war Herrscher über die zu Kastilien gehörenden Kanarischen Inseln La Gomera und El Hierro.

## Leben

### Herkunft
Hernán Peraza war der zweite Sohn von Inés Peraza de las Casas und Diego de García de Herrera y Ayala. Seine Mutter entstammte einer großbürgerlichen Familie aus Sevilla. Sein Großvater mütterlicherseits war Hernán Peraza (der Ältere). Die Familie seines Vaters gehörte zum kastilischen Hochadel. Sein Großvater väterlicherseits war Merino Mayor, Verwalter der königlichen Güter in Kastilien. Die Familie seiner Mutter hatte von den Königen von Kastilien das Recht zugesprochen bekommen, die Kanarischen Inseln zu erobern und sie dann als Herrscher im Namen der Krone Kastiliens zu regieren.

### Herrschaft über die Kanarischen Inseln

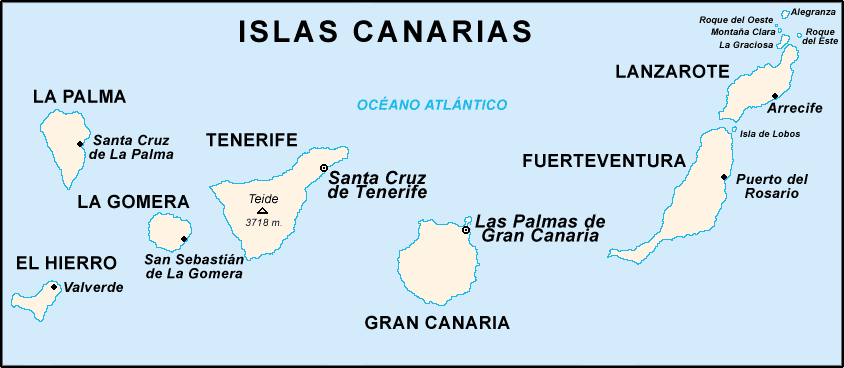
Die Kanarischen Inseln

Die Einbeziehung der sieben Kanarischen Inseln in den Herrschaftsbereich der Krone von Kastilien war in der ersten Hälfte des 15. Jahrhunderts noch nicht wirklich abgeschlossen. Während die Herrschaft über die Inseln Lanzarote, Fuerteventura und El Hierro als einigermaßen gesichert galt, war die Herrschaft über La Gomera unsicher. Die Inseln Gran Canaria, La Palma und Teneriffa waren noch nicht für Kastilien erobert.
In den Jahren 1445 bis 1447 besetzte Hernán Peraza (der Ältere), der Großvater von Hernán Peraza (dem Jüngeren), die Insel La Gomera. Er ließ dort, als Ausgangspunkt für die folgenden Aktionen, einen 15 Meter hohen Festungsturm, den Torre del Conde, errichteten. Die Ureinwohner der Insel waren in vier Stämme geteilt, die sehr unterschiedliche Interessen hatten. Während Hernán Peraza (der Ältere) sich mit dem Führer eines Stammes einigen konnte, setzten andere Stämme der Vormacht Kastiliens Widerstand entgegen und verbündeten sich zeitweise mit Vertretern des portugiesischen Prinzen Heinrich.
Hernán Peraza (der Jüngere) kam vermutlich im Jahr 1454 mit seiner Mutter und seinen beiden älteren Geschwistern auf die Kanarischen Inseln. Seine Mutter, Inés Peraza de las Casas, hatte 1452 nach dem Tod ihres Vaters, Hernán Peraza (dem Älteren), alle Rechte auf die Eroberung, die Herrschaft und den Besitz aller Kanarischen Inseln geerbt. Diese Rechte und die Verpflichtung auf die tatsächliche Eroberung sollten durch Diego de Herrera, den Vater Hernán Perazas, durchgesetzt werden. Seine verschiedenen Eroberungsversuche auf den Inseln Gran Canaria, La Palma und Teneriffa blieben jedoch erfolglos.
Um die Herrscheransprüche der Familie Peraza auf La Gomera zu bekräftigen, wurde Hernán Peraza als Vertreter seiner Eltern 1476 auf die Insel geschickt. Die Katholischen Könige genehmigten im Jahr 1476 die Aufteilung der Herrscher- und Besitzrechte über die Kanarischen Inseln. Dadurch wurde Hernán Peraza 1478 auch formal Herr über La Gomera. Im Mai 1478 bezeichnen die Katholischen Könige Hernán Peraza in einem Brief als Herren der Insel La Gomera (Señor de la isla de La Gomera).  Am 28. Juni 1486 übertrug Inés de Peraza ihrem Sohn auch formal die Herrscherrechte und 15. Februar 1488 auch die Besitzrechte auf der Insel El Hierro.
Die Krone von Kastilien hatte bei der Bestätigung der Eroberungs- und Herrschaftsrechte eine Frist für die Eroberung der verbliebenen drei Inseln Gran Canaria, La Palma und Teneriffa gesetzt. Als diese abgelaufen war, ohne dass die Familie Herrera-Peraza Erfolge zu vermelden hatte, wurde das Recht am 15. Oktober 1477 zurückgenommen. (Für diesen Verlust an Rechten, der die Inseln Gran Canaria, La Palma und Teneriffa betrafen, wurde im Jahr 1483 von der kastilischen Krone eine Abfindung gezahlt.) Im Sommer 1478 schickte Königin Isabella I. Truppen unter der Führung von Juan Rejón, Juan de Frías (dem Bischof der Kanarischen Inseln) und Juan Bermudez nach Gran Canaria. Ein königliches Schreiben vom 12. Mai 1478 wies die Hauptleute der Eroberung ausdrücklich an, die Inseln, die unter der Herrschaft der Familie Peraza standen, zu meiden. Trotzdem kam Juan Rejón in die Bucht von Arrecife auf der Insel Lanzarote um Versorgungsgüter für seine Truppe zu beschaffen. Als Rejón mit etwa zehn Leuten an Land gehen wollte, trat Hernán Peraza ihm mit etwa 30 Leuten entgegen. Daraufhin zog Rejón sich zurück und das Schiff verließ die Gewässer von Lanzarote. Nachdem Rejon nicht mehr an der Leitung der Eroberung der Insel Gran Canaria beteiligt war, brachte Hernán Peraza Lebensmittelvorräte auf die Insel und beteiligte sich mit einer Anzahl seiner Leute an den Kämpfen um Tirajana. Wegen verschiedener Aufstände auf der Insel La Gomera begab sich Hernán Peraza von Gran Canaria aus dorthin.

### Tod des Juan Rejón und die Folgen
1481 war Juan Rejón von Kastilien aus mit vier Schiffen, dreihundert Fußsoldaten und zwanzig Reitern auf dem Weg zur Insel La Palma. Auf dem Weg dorthin erreichte er Las Palmas de Gran Canaria. Auf Anraten seines Schwagers Alonso Jáimez de Sotomayor, der dort königlicher Bannerträger war, ging er, um keinen neuen Ärger mit dem neuen Gouverneur zu bekommen, nicht von Bord, sondern segelte mit seiner Truppe weiter in Richtung Westen. Ein Unwetter verschlug ihn im Mai 1481 an die Küste von La Gomera. Im Tal von Hermigua, etwa zwölf Kilometer nördlich von San Sebastián de La Gomera, ging er mit seiner Frau, seinen Kindern und acht Mann an Land. (Von Historikern wird es als verwunderlich angesehen, dass die Frau und die Kinder nicht bei der Familie der Frau in Las Palmas de Gran Canaria geblieben waren.) Nachdem Hernán Peraza von der Landung gehört hatte, schickte er Leute, die Juan Rejón zu ihm bringen sollten. Der weigerte sich. Bei dem dadurch ausgelösten Kampf wurde Juan Rejón getötet.
Der Hof entsandte nach Anhörung der Klage der Witwe des Juan Rejón, Elvira de Sotomayor, einen Untersuchungsrichter nach La Gomera. Dieser ließ Hernán Peraza zum königlichen Gericht auf das Festland bringen. Es gibt keine Gerichtsakten zu dem Fall, über den die Katholischen Könige offenbar selbst entschieden hatten. Hernán Peraza wurde mit Auflagen freigesprochen, weil die Schuld nicht offensichtlich erschien, da die Witwe des Getöteten ihm vergeben hatte und sich viele bedeutende Personen (insbesondere aus seiner Verwandtschaft) für ihn einsetzten. Auflagen für den Freispruch waren, dass Hernán Peraza nach Gomera zurückkehrte und mit eigenen Soldaten erneut an der Eroberung der Insel Gran Canaria bis zur vollständigen Unterwerfung teilnehmen sollte.
Eine weitere Auflage war: Er sollte Beatriz de Bobadilla, eine Zofe der Königin Isabella I. heiraten. Unter der Schirmherrschaft der Königin wurde zwischen Hernán Peraza und Beatriz de Bobadilla eine Heirat arrangiert. Verschiedene Historiker glauben, dass die Königin diese Hochzeit verlangte, weil sie die Gefahr oder auch das tatsächliche Vorhandensein einer Affäre zwischen Beatriz de Bobadilla und König Ferdinand vermutete. Wie in solchen Fällen üblich, organisierten die Eltern bzw. Verwandten der Brautleute die Hochzeit. Die Königin versorgte sie aber, wie das auch üblich war, wenn eine Person aus ihrem Hofstaat heiratete, mit einer materiellen Unterstützung. In diesem Fall mit 500.000 Maravedí. Außerdem schenkte die Königin der Braut das Landgut Mairenilla, auf dem Hochplateau von Sevilla. Es wird angenommen, dass diese Schenkungen auch auf den Einfluss der Beraterin und Freundin der Königin, Beatriz de Bobadilla (La Marquesa), einer Verwandten von Beatriz de Bobadilla (La Cazadora) zurückzuführen sind.
Anfang des Jahres 1483 fuhr das frisch verheiratete Paar nach Lanzarote um die Braut den Eltern des Bräutigams vorzustellen. Von dort kehrte Hernán Peraza nach Gomera zurück um von da aus mit 80 Leuten auf Gran Canaria an der weiteren Eroberung der Insel teilzunehmen. Auch Diego de Herrera, der Vater von Hernán Peraza, schickte von Lanzarote aus 150 Mann und 12 Pferde, die unter dem Befehl seines Sohnes an den Kämpfen teilnahmen. Da in diesem Jahr die Eroberung der Insel aber bereits weitgehend abgeschlossen war, kamen die Truppen kaum zum Einsatz, so dass Hernán Peraza noch 1483 nach La Gomera zurückkehren konnte.

### Tod des Hernán Peraza

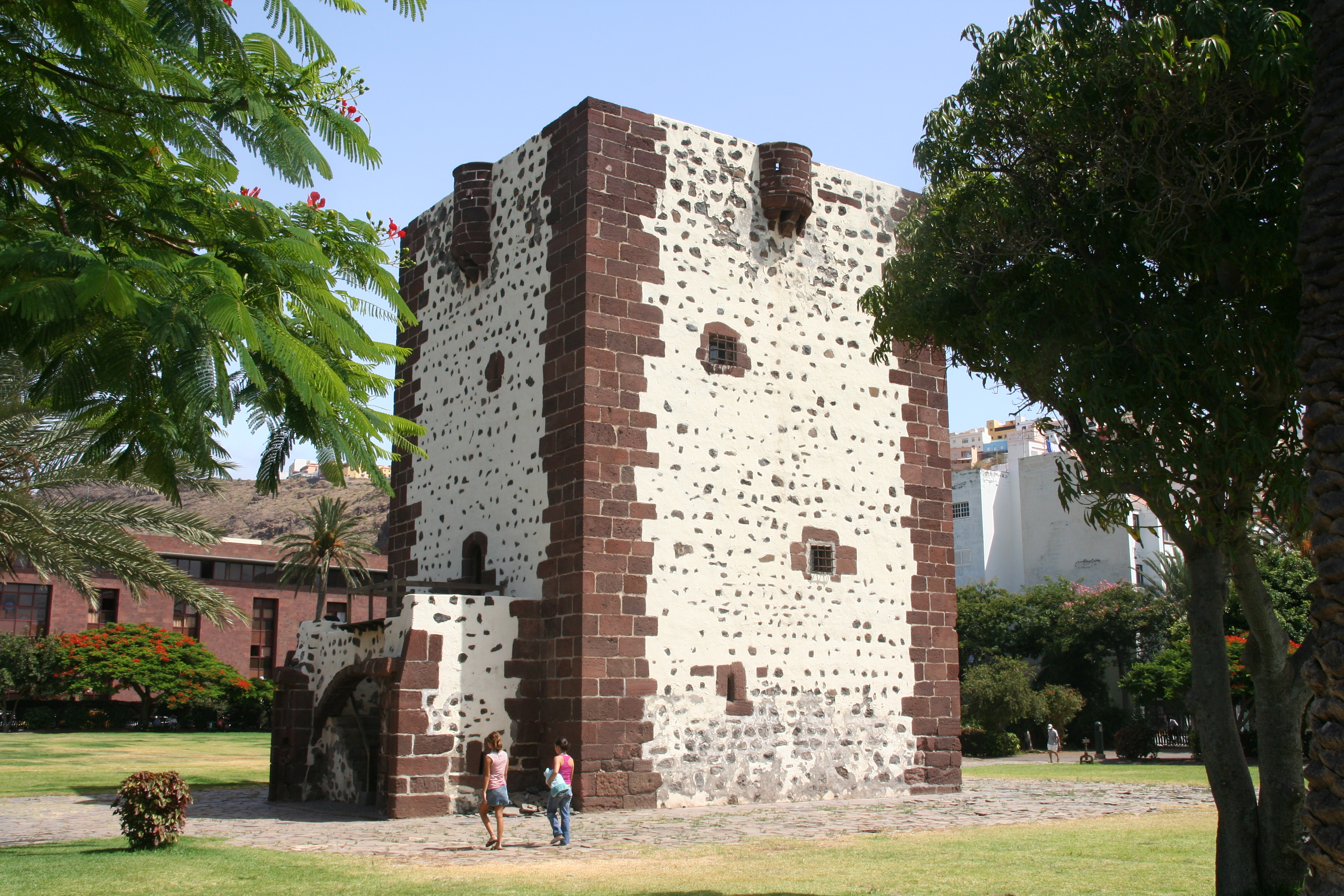
Torre del Conde in San Sebastián de La Gomera

In den Schreiben, die zwischen dem königlichen Hof von Kastilien und Hernán Peraza ausgetauscht wurden, ist wiederholt von Aufständen einzelner Stämme auf La Gomera die Rede. Hernán Peraza schlug diese Aufstände nieder und tötete die Anführer oder nahm sie und ihre Familien gefangen und verkaufte sie als Sklaven.
In einem Schreiben vom 18. Oktober 1477 beschuldigt der Bischof Juan de Frías Hernán Peraza verschiedene Einwohner der Insel gefangen genommen und an Seeleute aus Palos und Moguer verkauft zu haben. Unter den Gefangenen sei auch der Häuptling (in den Originaldokumenten wird für die Führer der Stämme meist der Begriff „Capitán“ = „Hauptmann“ verwendet) der Gegend von Mulagua (heute Hermigua) gewesen.
In einer königlichen Verfügung vom 31. August 1484 werden die Einwohner La Gomeras aufgefordert, ihrem Herren Hernán Peraza gehorsam zu sein. Er sei ihr rechtmäßiger Herrscher, der seine Macht durch einen Vertrag erlangt habe, den ihre Vorfahren geschlossen hätten. Im November 1488 beschlossen die Häuptlinge ein erneutes Vorgehen gegen Hernán Peraza. Eine Gelegenheit, ihn gefangen zu nehmen bzw. ihn zu töten ergab sich, als er seine Geliebte Iballa besuchte. Das Verhältnis zwischen Hernán Peraza und Iballa, einer Frau aus einer Familie der Führungsschicht der Ureinwohner Gomeras, soll bereits vor der Heirat Hernán Perazas mit Beatriz de Bobadilla bestanden haben. Hernán Peraza besuchte Iballa an ihrem Wohnort, einer Höhle etwa zehn Kilometer westlich von San Sebastián. Bei diesen Besuchen wurde er üblicherweise nur von einem Diener und einem Pagen begleitet. Am 20. November 1488 ergab sich wieder die Gelegenheit. Hernán Peraza und seine beiden Begleiter wurden von einem Verwandten von Iballa mit dem Namen Pedro Hautacuperche getötet.
Beatriz de Bobadilla schickte eine Bitte um Hilfe an Pedro de Vera, den Gouverneur von Gran Canaria, und verschanzte sich mit ihren Kindern in der Torre del Conde. Die Gomeros belagerten den Turm und unternahmen verschiedene Angriffe, die aber abgewehrt werden konnten. Bei einem dieser Angriffe soll auch Pedro Hautacuperche, der die Belagerung geleitet haben soll, ums Leben gekommen sein.
Die Katholischen Könige ordneten durch ein Schreiben vom 4. März 1489 an, dass Pedro de Vera, der Gouverneur Gran Canarias, einerseits die Unterstützung von Inés de Peraza, der Mutter des Getöteten, einholen solle, um die aufständischen Bürger zu bestrafen. Andererseits solle er Beatriz de Bobadilla in ihren Rechten schützen, die diese auf La Gomera und El Hierro als Vormund ihrer Kinder ausübte.
Die Ankunft von Pedro de Vera in San Sebastián de La Gomera bedeutete den Beginn einer Vergeltungsmaßnahme. Er kam mit sechs Schiffen. Eine Anzahl, die in keinem Verhältnis zu der Menge der ihn begleitenden Soldaten stand. Es muss also davon ausgegangen werden, dass er beabsichtigte mit einer größeren Anzahl von Personen, d. h. Sklaven, die Insel wieder zu verlassen. Nach einer Beratung mit Beatriz de Bobadilla wurde eine Trauerfeier für Hernán Peraza angesetzt, an der alle Bewohner der Insel teilzunehmen hatten. Es fanden sich sehr viele Bürger ein, die im Vertrauen darauf, dass sie an dem Tod von Hernán Peraza unschuldig seien, zeigen wollten, dass sich nicht alle Gomeros im Kriegszustand befanden. Alle Anwesenden wurden festgenommen und die männlichen Mitglieder der Stämme Orone und Agana von den anderen getrennt. Diese wurden kollektiv wegen Verrats zum Tode verurteilt. Ausgenommen wurden nur Personen unter 15 Jahren, der Rest wurde in einem großen Gemetzel umgebracht. Die Frauen und Kinder wurden als Sklaven auf die Schiffe verladen. Die Sklaven wurden aufgeteilt. Während ein großer Teil an Pedro de Vera ging, gab sich Beatriz de Bobadilla mit einem kleineren Teil zufrieden. Auch Inés de Peraza wurde an dem Gewinn beteiligt. Der Verkauf der Sklaven war später Gegenstand einer Untersuchung eines königlichen Gerichtes. Das Ergebnis dieser Untersuchung führte dazu, dass ein großer Teil der Sklaven freigelassen wurde.
Nach dem Tod von Hernán Peraza versuchte Inés de Peraza die Übertragung der Herrschaft über die Inseln La Gomera und El Hierro auf ihren Sohn rückgängig zu machen. Sie hatte damit aber keinen Erfolg. Der Sohn von Hernán Peraza, Guillén Peraza de Ayala y Bobadilla, wurde als Erbe erster Graf von La Gomera und Herr von El Hierro.